# Givonne
Givonne település Franciaországban, Ardennes megyében. Lakosainak száma 1055 fő (2022. január 1.). Givonne Balan, La Chapelle, Daigny, Illy, Sedan és Bazeilles községekkel határos.

## Népesség
A település népességének változása:
| Lakosok száma | 748  | 1004 | 926  | 1124 | 1099 | 1057 | 1043 | 1052 | 1056 | 1055 |
|               | 1968 | 1982 | 1990 | 2006 | 2013 | 2015 | 2017 | 2019 | 2020 | 2022 |